# Tropaeolum trialatum
Tropaeolum trialatum är en krasseväxtart som först beskrevs av Karl Suessenguth, och fick sitt nu gällande namn av Bengt Lennart Andersson och S. Andersson. Tropaeolum trialatum ingår i släktet krassar, och familjen krasseväxter. Inga underarter finns listade i Catalogue of Life.